# Field Mob
Field Mob est un groupe de hip-hop américain, originaire d'Albany, en Géorgie. Composé des rappeurs Shawn Jay et Smoke, le groupe publie son premier album, 613 : Ashy to Classy, en décembre 2000 au label MCA Records.

## Biographie
Les deux rappeurs se rencontrent au collège lorsque Smoke assiste à un freestyle de Shawn Jay dans la cour de l’école. Le duo réussit à signer un contrat avec un petit label indépendant et peut ainsi enregistrer son premier single. Celui-ci attire l’attention de MCA Records qui offre au duo un contrat et, en 2000, Field Mob publie son premier album, 613 : Ashy to Classy le 12 décembre 2000. Malgré leur jeune âge et leur manque d’expérience à l’époque, les deux rappeurs publient, selon la presse spécialisée, un album tout à fait correct, doté de bonnes productions et de textes plutôt intéressants. L'album atteint la 194e place du classement Billboard 200.
Leur deuxième album, From tha Roota to tha Toota, est publié le 22 octobre 2002. Celui-ci voit le groupe collaborer avec Trick Daddy et se rapprocher d’un style de production proche de celui d'OutKast. Avec ce second album, les deux jeunes rappeurs montrent qu’ils sont capables de soutenir la comparaison avec les meilleurs rappeurs du moment et ils le font tout en représentant fidèlement leurs origines. L'album fait mieux que son prédécesseur, atteignant la 33e place du Billboard 200. L'année suivante, en 2003, les deux singles extraits de l'album, All I Know et Sick of Being Lonely atteignent également les classements musicaux.
Smoke n’est autre que le cousin de la chanteuse de crunk'n'b Ciara. Le duo collabore d’ailleurs avec cette dernière sur le premier single, So What, de son troisième album intitulé Light Poles and Pine Trees, publié le 20 juin 2006 au label Geffen Records,. À propos du titre de cet album, le groupe explique : « Nous avons nommé cet album Light Poles and Pines Trees parce qu'il n'y a pas d'horizon là d'où nous venons. Il n'y a pas d'arche comme à Saint-Louis ou de palmiers comme en Californie[réf. nécessaire]. » Sur cet album, le groupe mélange des sonorités typiques du rap du Sud des États-Unis, comme le crunk, à d’autres plus expérimentales. Il atteint d'ailleurs la septième place du Billboard 200
Peu avant la sortie de leur troisième album, les deux rappeurs créent la polémique. Une vidéo qui montre le groupe en train d’imiter des rappeurs new-yorkais se lamentant sur la domination du rap du Sud des États-Unis dans l’industrie de la musique circule sur Internet. Quelques semaines après la sortie de cet extrait, Field Mob fait son mea culpa. La vidéo disponible sur Internet n’était en fait qu’un montage fait à partir d’un documentaire DVD pour créer la polémique autour du groupe. Les images du film en question n’étaient en fait qu’une plaisanterie entre les deux rappeurs et leurs managers, d’ailleurs originaires de Brooklyn. Peu après cet incident, Smoke s’en prend par contre au snap, un style de musique minimaliste du Sud des États-Unis, en déclarant : « Je vais vous dire qui a tué le hip-hop : D4L et Dem Franchize Boyz. Ce sont à mon avis les assassins du hip-hop, qui était déjà en train de mourir. Ils sont venus et ils l'ont tué. Moi et Shawn nous faisons toujours du hip-hop, mais les gens ne l'acceptent pas parce qu'on a une touche sudiste. Le hip-hop, c'est des jeux de mots, quelque chose à dire, des métaphores. J'aime le hip-hop, j'en suis tombé amoureux grâce à Nas, Mobb Deep, etc. Ce sont des gens comme eux qui m'ont influencé. Des gens comme Bun B ou 8Ball & MJG, ce sont des artistes hip-hop sudiste. La vieille musique du Sud est hip-hop. La nouvelle ? Non[réf. nécessaire]! »
En août 2005, le duo signe un contrat chez Disturbing tha Peace, le label de Ludacris.

## Discographie

### Albums studio
- 2000 : 613: Ashy to Classy
- 2002 : From tha Roota to tha Toota
- 2006 : Light Poles and Pine Trees

### Singles
- 2000 : Project Dreamz
- 2002 : Sick of Being Lonely (featuring Trina)
- 2003 : All I Know (featuring Cee-Lo Green)
- 2005 : Georgia (featuring Ludacris et Jamie Foxx)
- 2006 : So What (featuring Ciara)
- 2006 : Damn (Shawnna featuring Field Mob)
- 2006 : Baby Bend Over
- 2006 : Friday Night

### Featuring
- 2006 : Ultimate Satisfaction sur l'album Release Therapy de Ludacris